# アルミニウムイオン電池
アルミニウムイオン二次電池（アルミニウムイオンにじでんち、Aluminium-ion battery）は、電解質中のアルミニウムイオンを利用して蓄電する二次電池。単にアルミニウムイオン電池、アルミニウムイオンバッテリーともいう。

## 概要
次世代充電池の候補として目されており、各国で開発が進められる。再充電可能なアルミニウムイオン電池は、高容量でありながら、低コストで燃えにくいという可能性を示している。

## 背景
1990年代以降、携帯機器や電気自動車の充電池はリチウムイオン電池が主流だったが、需要の拡大により、リチウム資源の偏在、埋蔵量により、長期的な安定供給が懸念されるため、各国でリチウムに代わる代替元素を使用した充電池の開発が進められる。

## 動作原理・構造
原理的にはリチウムイオン二次電池のリチウムイオンをアルミニウムイオンに置き換えたものに相当し、負極と正極の間でアルミニウムイオンが移動することによって充放電が行われる。アルミニウムイオン(Al3+)は3価のイオンなので1価のリチウムイオン(L+)と比較して同じ量のイオンであれば高容量化が可能である反面、3価のカチオンによるホスト材料の静電的インターカレーションは、電気化学的挙動に対して強すぎるため、電極が劣化して充放電サイクル寿命の低下に繋がる。

### 電解液
イオン液体等の非水系電解質を用いる。充放電時に絶縁性の不働態になる場合があり、容量低下の要因になる。

## 長所
- 発火の危険性が低く、安全性が高い
- 資源が豊富
- 高速充電が可能[3]
- 出力密度が3kW/kgと高いため大電流放電が可能

## 短所
- 出力電圧が約2Vと低い。
- エネルギー密度は約40Wh/kgで、既存のLiイオン2次電池の1/4と小さく、鉛蓄電池やニッケル水素（Ni-MH）電池と同水準なので重量毎の高容量化が困難
- 充放電サイクル寿命が短い[注 1][1]

## 他の二次電池との比較
アルミニウムイオン電池は資源の豊富な元素で構成可能。

## 想定される用途
アルミニウムイオンは電池は比較的低コストで製造が可能なので従来はニッケル水素電池や鉛蓄電池が担ってきた用途や電力系統での大型蓄電池としての利用が想定される。